# Rick Deckard
Rick Deckard es un personaje ficticio y protagonista de la novela ¿Sueñan los androides con ovejas eléctricas? de Philip K. Dick, publicada en 1968. Posteriormente aparece en diferentes películas, novelas, cómics y videojuegos de la franquicia Blade Runner. Harrison Ford interpretó a Deckard en la adaptación cinematográfica dirigida por Ridley Scott, titulada Blade Runner (1982) y en su secuela, Blade Runner 2049 (2017).

## Biografía

### Descripción general
En la novela ¿Sueñan los androides con ovejas eléctricas?, Deckard es un cazador de recompensas del Departamento de Policía de San Francisco que persigue a los «andys» o androides. Comienza la historia como un policía egoísta, egocéntrico que no ve valor en la vida androide. Sus experiencias en la novela hacen que él desarrolle empatía hacia los androides y todos los seres vivos. Deckard está casado con Iran, que es uno de los personajes más empáticos en la novela. Entra en una depresión sobre el estado de la humanidad y encuentra la empatía necesaria para cuidar de un sapo eléctrico al final de la novela.

### Adaptación al cine
En Blade Runner (1982), su secuela Blade Runner 2049 (2017), y el resto de medios de la franquicia de Blade Runner, los cazadores de recompensas se denominan blade runners y los androides son llamados replicantes, términos que no se utilizan en la novela original. En el primer film Deckard no está casado y se retiró del Departamento de Policía de Los Ángeles. Philip K. Dick aprobó la actuación de Harrison Ford, diciendo que había traído a la vida a «un genuino, auténtico, real Deckard».

«Harrison Ford es más parecido a Rick Deckard de lo que podía haber imaginado [...] Si Harrison Ford no hubiese interpretado ese papel, Deckard nunca podría convertirse en una persona real. Ford irradia esta tremenda realidad cuando lo ves. Y verlo como un personaje que he creado es una experiencia impresionante y casi sobrenatural para mí».

Phillip K. Dick

#### Papel enBlade Runner(1982)

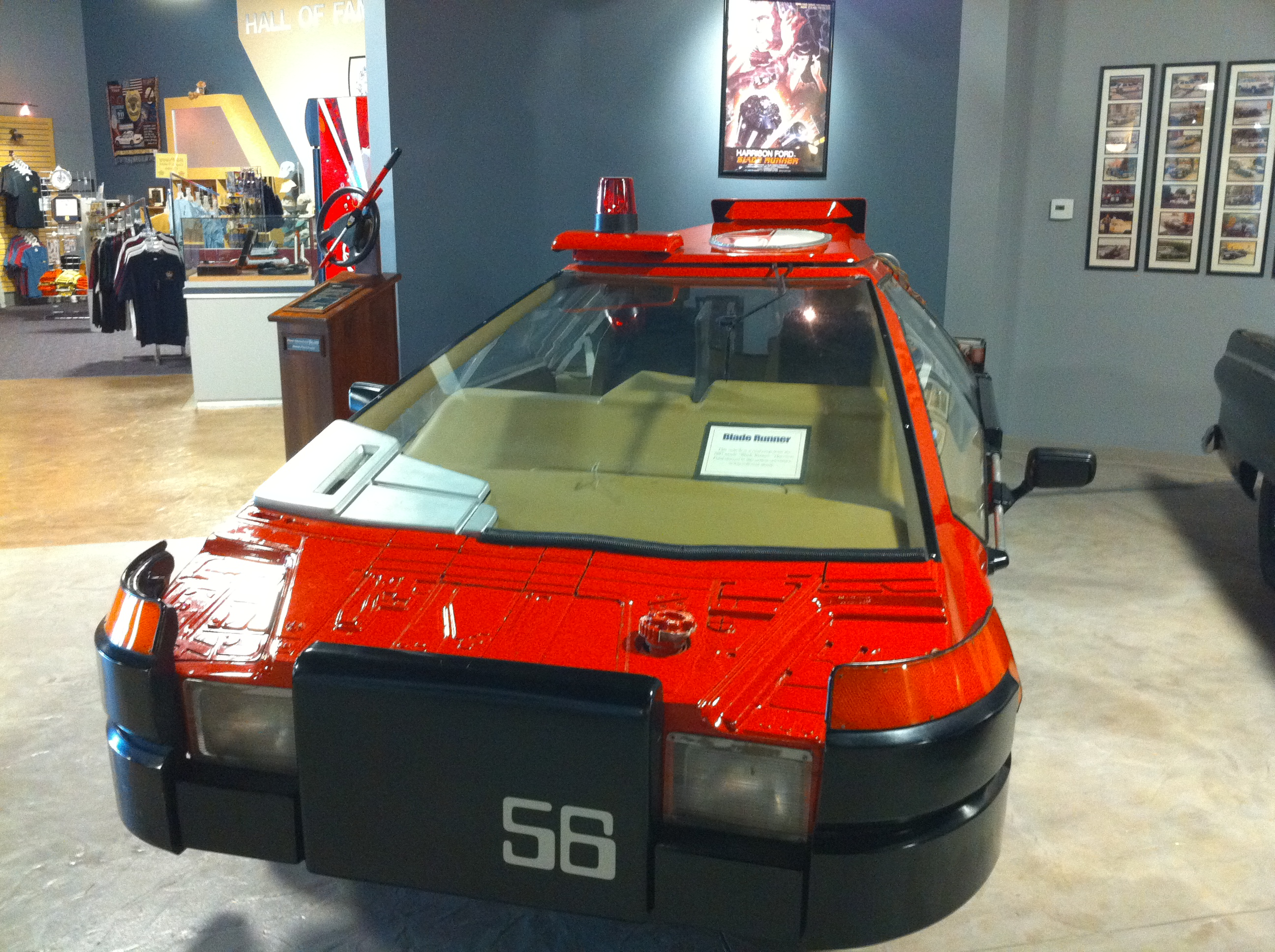
Sedán que Deckard conduce a lo largo de Blade Runner y que es conservado el American Police Hall of Fame & Museum de Titusville (Florida). En la escena final de las versiones de estreno del film, Deckard conduce también un Spinner.

En la ciudad de Los Ángeles, en noviembre de 2019, Rick Deckard es llamado de su retiro cuando un blade runner excesivamente confiado —Holden (Morgan Paull)— recibe un tiro mientras llevaba a cabo el test Voight-Kampff a Leon (Brion James), un replicante fugitivo en la Tierra. Deckard, mientras se encuentra en «The White Dragon Noodle Bar» de Howie Lee, el Maestro del Sushi (Bob Okazaki), es localizado por Gaff (Edward James Olmos). Este le indica que el capitán Bryant (M. Emmet Walsh), su antiguo jefe, quiere verle. Deckard, dubitativo, se encuentra con Bryant, quien le informa que la reciente fuga de replicantes Nexus-6 es la peor hasta el momento. Bryant describe los replicantes a Deckard: Roy Batty (Rutger Hauer) es un soldado y el líder del grupo, Leon es soldado y obrero, Zhora (Joanna Cassidy) fue entrenada para una patrulla de detención de criminales en el mundo exterior, y Pris (Daryl Hannah) es un «modelo básico de placer». Bryant también le explica que el modelo Nexus-6 tiene una vida limitada a cuatro años como salvaguarda contra su desarrollo emocional inestable. 
A continuación, Deckard es acompañado por Gaff a la Tyrell Corporation para comprobar que el test Voight-Kampff funciona con los modelos Nexus-6. Ahí, Deckard descubre que Rachael (Sean Young), la joven secretaria de Tyrell (Joe Turkel) es una replicante experimental, con recuerdos implantados de la sobrina de Tyrell que le permiten contar con una base emocional, a pesar de que ella cree que es humana. Deckard y Gaff allanan la habitación de Leon en el Hotel Yukon en busca de pistas. Más tarde, Rachael visita a Deckard en su apartamento para probarle que ella es humana, pero huye llorando al enterarse de que sus recuerdos no son reales.

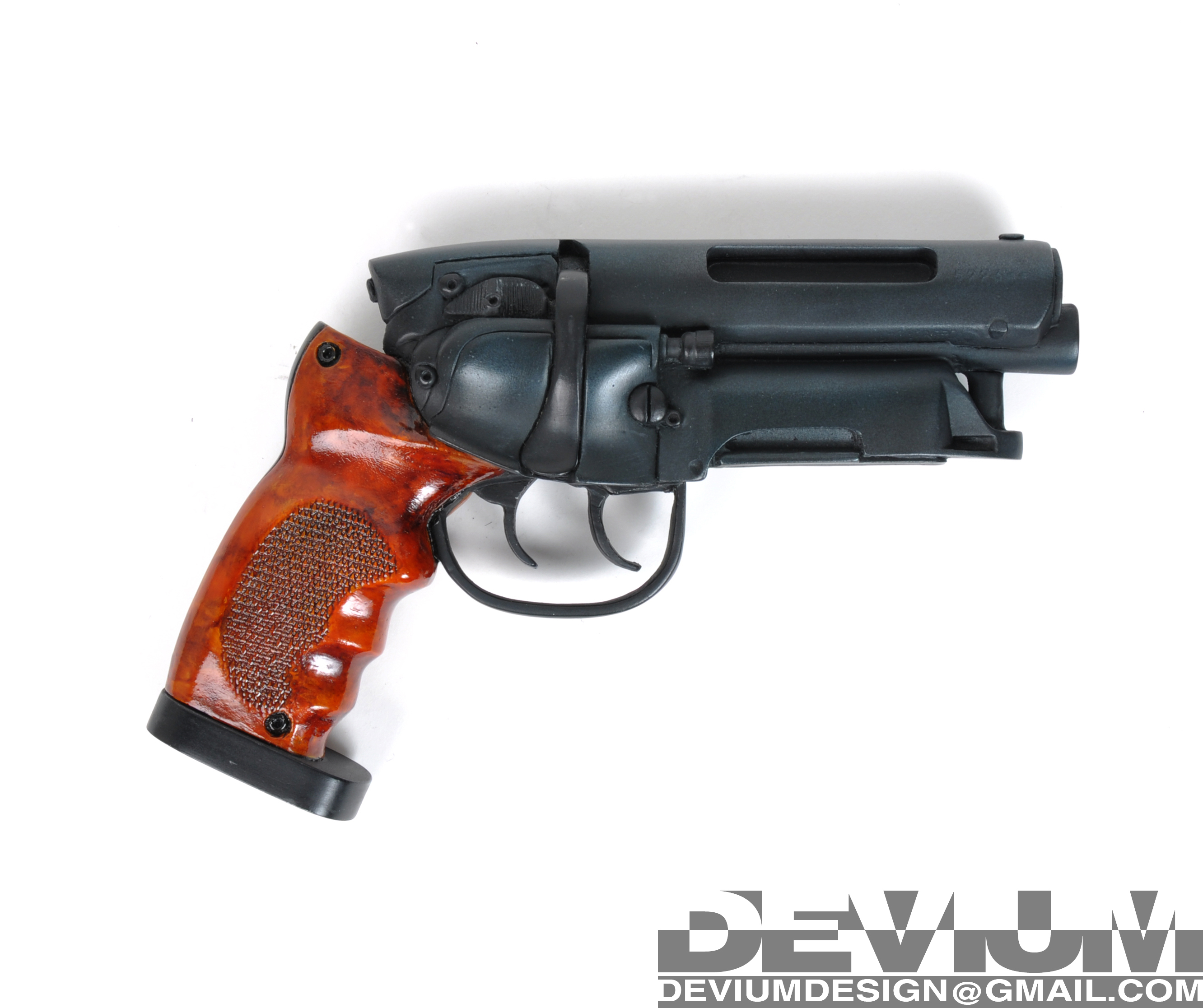
Réplica de la pistola Blaster de Rick Deckard. La original fue creada con piezas de Steyr Mannlicher Model SL y Charter Arms Bulldog.

Tras analizar con la máquina Esper una fotografía encontrada en la habitación de Leon, las pistas llevan a Deckard al mercadillo animoide, donde es emplazado por una mujer camboyana al fabricante de serpientes Abdul Ben Hassan (Ben Astar). Este le informa de que vendió el animal artificial al club nocturno «The Snake Pit» de Taffey Lewis (Hy Pyke). Allí, la tatuada Zhora realiza su espectáculo con una serpiente. Tras agredir a Deckard, Zhora intenta desesperadamente huir de él por las calles atestadas de gente, pero Deckard logra alcanzarla y la «retira». Tras el tiroteo, Gaff y Bryant aparecen e informan a Deckard que también hay que «retirar» a Rachael. Convenientemente, el blade runner observa a Rachael a lo lejos pero, mientras la sigue, Leon lo desarma repentinamente, y Deckard recibe una paliza. Rachael dispara a Leon con el propio Blaster de Deckard, salvando la vida de este. A continuación, ambos se dirigen al apartamento de Rick y durante una conversación íntima, ella trata de irse abruptamente, aunque Deckard la detiene haciendo que la bese.
Deckard es enviado al apartamento de Sebastian después de los asesinatos. Allí, Pris le prepara una emboscada, aunque Deckard consigue dispararle tras una lucha. Roy regresa, atrapando a Deckard en el apartamento, y comienza a perseguirlo a través del edificio Bradbury hasta llegar al tejado. Deckard intenta escapar saltando a otro edificio quedando colgado de una viga. Roy cruza con facilidad y mira fijamente a Deckard. En el momento en que este se desprende de la viga, Roy lo sujeta por la muñeca, salvándole la vida.
Roy se está deteriorando muy rápidamente (sus cuatro años de vida se acaban), se sienta y relata con elocuencia los grandes momentos de su vida concluyendo: «Todos esos momentos se perderán en el tiempo como lágrimas en la lluvia. Es hora de morir». Roy muere dejando escapar una paloma que tiene en sus manos, mientras que Deckard lo mira en silencio. Gaff llega poco después, y marchándose, le grita a Deckard: «Lástima que ella no pueda vivir, pero ¿quién vive?».
Deckard regresa a su apartamento y entra con cuidado al notar que la puerta está entreabierta. Allí encuentra a Rachael, viva. Mientras se van del lugar, Deckard se percata de un unicornio de origami que Gaff ha dejado en el suelo (señal, como mínimo, de que les ha permitido escapar). Finalmente, la pareja se dirige a un futuro incierto.

#### Papel enBlade Runner 2049(2017)
Un blade runner llamado K encuentra en la granja del replicante Sapper Morton los restos de una replicante femenina que murió tras una cesárea, lo cual le resulta inquietante ya que el embarazo en replicantes se pensó originalmente que era imposible. K es instado a encontrar y matar al niño para que no se origine una guerra, y averigua que los restos pertenecen a Rachael y que esta tuvo una relación con Rick Deckard. Después de que K analice un caballo de juguete encontrado en un orfanato y que relaciona con un recuerdo suyo y una fecha hallada en la granja, encuentra en él rastros de radiación que lo llevan a las ruinas de lo que una vez fue Las Vegas. Allí halla a Deckard, y este le confiesa que enseñó a los replicantes a entremezclar los registros para cubrir sus huellas, viéndose obligado a dejar a una Rachael embarazada con el Movimiento de Libertad Replicante para protegerla. Tras lograr rastrear la localización de K, Luv y sus hombres (a las órdenes del magnate Niander Wallace, quien quiere descubrir cómo se provoca la reproducción en los replicantes) llegan para secuestrar a Deckard. En la confrontación dejan a un K herido gravemente de muerte. K es más tarde rescatado por el Movimiento de Libertad Replicante, revelándole su líder Freysa que el hijo de Rachael es en realidad una niña. Esto lleva a K a darse cuenta de que Ana Stelline es la hija, ya que es la única capaz de crear el recuerdo y de implantarlo en él. Freysa insta a K a impedir que Wallace descubra los secretos de la reproducción replicante por cualquier medio necesario, incluyendo la muerte de Deckard.
En Los Ángeles, Deckard es llevado ante Wallace, quien sugiere que los sentimientos de Rachael por él fueron diseñados por su creador Tyrell para probar la posibilidad de que una replicante se quedara embarazada. Deckard se niega a cooperar con Wallace, incluso cuando este último le muestra una recreación replicante de Rachael. Luv escolta a Deckard a uno de los puestos de Wallace en el mundo exterior con el fin de ser torturado para obtener información. K los intercepta antes de pelear y matar a Luv. Escenifica la muerte de Deckard para protegerlo tanto de Wallace como de los replicantes, y conduce a Deckard al departamento de Stelline. K anima a Deckard a conocer a su hija y le hace saber que todos sus mejores recuerdos son de ella. Deckard entra cautelosamente en el departamento y se acerca a Stelline.

## Recepción

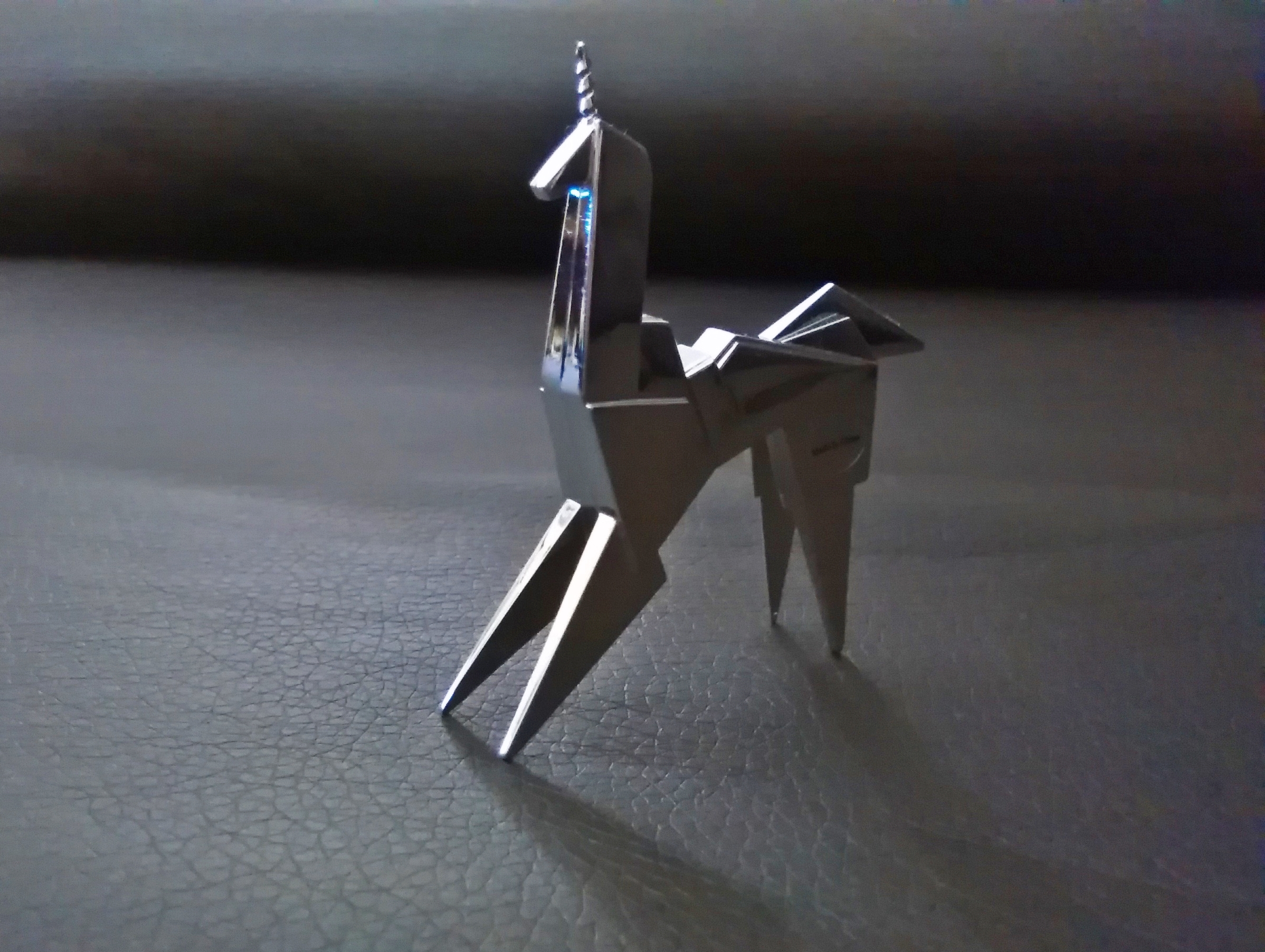
El sueño del unicornio, mostrado en el Director's Cut y el Final Cut de Blade Runner, sugiere en mayor medida que Deckard puede ser en realidad un replicante.

Aunque al principio no fue bien recibido por los críticos profesionales ni por el público, durante el paso de los años Blade Runner (1982) se convirtió en un film de culto y la actuación de Ford en el papel de Deckard fue aplaudida.

## Deckard: ¿humano o replicante?
Uno de los debates más frecuentes acerca de Blade Runner es la naturaleza de Deckard. Ridley Scott, director de la cinta de 1982, afirma que situó pistas en la película para que se llegara a la conclusión de que es un replicante, aunque Harrison Ford indica que él lo interpretó como si fuera un humano, ya que pensaba que «en el contexto de este mundo la audiencia necesitaba un representante emocional». El guionista Hampton Fancher señala que no apoya la concepción de Deckard como replicante, mientras que el también guionista del film David Peoples dice que le gustó la idea de Scott de que Deckard pudiese ser un replicante, puesto que no tiene por qué interferir en el subtexto de la película al no responder sino plantear la pregunta: «¿qué nos hace diferentes?».
La posibilidad de que sea un replicante se puede observar en Blade Runner en la escena en la que Rachael le pregunta a Deckard si se ha sometido al test Voight-Kampff, en el hecho de que a Deckard le guste coleccionar fotografías al igual que a los replicantes, en un ligero brillo anaranjado que se puede observar en sus ojos en una escena (brillo que es usado ocasionalmente con algunos replicantes), o en la frase que Gaff le dice al final del film: «You’ve done a man’s job, sir!» (en español, literalmente «¡Ha hecho el trabajo de un hombre, señor!»). También influyó el hecho de que en las versiones estrenadas en 1982, el capitán Bryant diga que solo «uno» de los seis replicantes rebeldes murió, lo que hizo que al retirarse en el film a cuatro, el público pudiera elucubrar que el sexto replicante obviado podía ser Deckard. Sin embargo, se trataba de un error que se quedó sin modificar en el guion debido a que en los primeros borradores aparecía la replicante Mary. Este error se corrigió para la versión Final Cut, en la que Bryant ya dice «Two of them got fried» («Dos de ellos se frieron»).
La inserción en el Director's Cut y en el Final Cut de Blade Runner de la secuencia del sueño con un unicornio corriendo por un bosque, supone un cambio relevante en la concepción de la naturaleza de Deckard, ya que el unicornio de origami de Gaff encontrado por él al final de la película podría significar que Gaff conoce sus sueños, lo que da a entender que los recuerdos de Deckard son artificiales y que, por lo tanto, sería un replicante.